# WWE Draft 2006
Il WWE Draft 2006 è stato un evento della World Wrestling Entertainment svoltosi nel corso della puntata di Raw del 29 maggio 2006.
Nell'aprile del 2003 la World Wrestling Entertainment acquisì i diritti del marchio della Extreme Championship Wrestling ed il suo archivio video, dando poi vita ad un evento in pay-per-view denominato ECW: One Night Stand, svoltosi il 12 giugno 2005 all'Hammerstein Ballroom di New York.
Nel maggio del 2006, la federazione decise di affiancare la ECW a Raw e SmackDown come nuovo roster; nel corso della puntata di Raw del 29 maggio 2006 il general manager della ECW, Paul Heyman, allargò il parco lottatori del suo show scegliendo due lottatori provenienti da Raw e due provenienti da SmackDown.

## Risultati
| Wrestler    | Passa a | Proviene da |
| ----------- | ------- | ----------- |
| Kurt Angle  | ECW     | SmackDown   |
| Big Show    | ECW     | Raw         |
| Tazz        | ECW     | SmackDown   |
| Rob Van Dam | ECW     | Raw         |